# Венсан Дефран
Венсан Дефран (на френски: Vincent Defrasne; 9 март 1977 г., Понтарлие, Франш-Конте) е френски биатлонист, олимпийски шампион от 2006 г. в преследване, двукратен световен шампион, световен шампион по летен биатлон.
На Зимните олимпийски игри през 2002 г. в Солт Лейк Сити, Винсент Дефранд печели бронзов медал в щафетата, на Зимните олимпийски игри през 2006 г. той се отличава в преследването, изпреварвайки петкратния олимпийски шампион по това време Оле Ейнар Бьорндален. На същото място в Торино отново става бронзов медалист в щафетата.
Световен шампион през 2001 г. в щафетата и 2009 г. в смесената щафета. В личните състезания на световното първенство Дефран печели един медал в кариерата – бронз в преследването през 2007 г.
На етапите на Световната купа, освен олимпийска победа, най-добрият му резултат са първите две места, които той постигна в спринта през 2006 г. в Оберхоф, Германия и в индивидуалната надпревара на 20 км в Контиолахти, Финландия през 2007 г.
В края на сезон 2009/2010 той обявява пенсионирането си.

## Световно първенство
- 1999 – 2000 г. – 71-во място (3 точки)
- 2000 – 2001 – 23-то място (202 точки)
- 2001 – 2002 – 12-о място (367 точки)
- 2002 – 2003 – 14-о място (362 точки)
- 2003 – 2004 – 17 място (367 точки)
- 2004 – 2005 – 7-о място (625 точки)
- 2005 – 2006 – 6-о място (556 точки)
- 2006 – 2007 – 15-о място (440 точки)
- 2007 – 2008 г. – 15-о място (399 точки)
- 2008 – 2009 г. – 35-о място (222 точки)
- 2009 – 2010 – 35-о място (222 точки)